# Jiří Hanzálek
Jiří Hanzálek (7. března 1926, Velká Lhota, Volfířov – 2. března 2012, London, Ontario) byl český sochař a malíř, žijící od roku 1968 v Ontariu v Kanadě. Působil zde také jako pedagog a ředitel galerie.

## Život
Jiří Hanzálek studoval za války (1943–1945) obor kamenosochařství a restaurování na Škole umění ve Zlíně u prof. Vincence Makovského a od roku 1945 na Akademii výtvarných umění v Praze u prof. Otakara Španiela. Po ukončení studia zde absolvoval ještě roční postgraduální studium, které zakončil roku 1950.
Od roku 1964 působil jako profesor na Střední průmyslové škola kamenické a sochařské v Hořicích. Po okupaci roku 1968 emigroval do Kanady. Zde působil jako pedagog na University of Western Ontario (figurální sochařství, 1971–1973) a od roku 1973 do roku 1980 byl ředitelem prestižní St. Thomas Art Gallery
Jiří Hanzálek žil a pracoval ve městě London v Kanadě, kde zemřel 2. března 2012. Příbuzní: manželka Jana, syn Martin, vnuci William a Silas.

### Ocenění
- 1968 Cena města Plzně za sochy ve veřejném prostoru

## Dílo

### Známá díla
- 1950 Dr. Josef Muller, busta a reliéf, Západočeská galerie v Plzni
- 1950 Eva, bronzová busta, Národní galerie
- 1952 Otakar Španiel, sádrové poprsí
- 1953 Frederik Chopin, sádrová busta
- 1955 Válečníci, Humanita, sádrové modely pro kamenný reliéf
- 1962 Ráno, bronzová socha dívky
- 1964 Dělníci ve Škodovce, dva sádrové modely sousoší
- 1973 Is it possible to get fat without loving food?, glazovaný keramický reliéf
- 1973 busta T.G. Masaryka, bronz, soukromá sbírka Václava Havla

### Realizace Československo
- 1954 busta Marta Krásová, Národní divadlo
- 1964 Matka s dítětem, Kopeckého sady v Plzni, nemocnice v Klatovech[4]
- 1967 Pamětní deska Josefa Skupy v Plzni[5]

### Realizace Kanada
- busta – Frederick Kerr , kanadský vydavatel.
- medaile – pro hlavního přednášejícího UWO Annual Lecture in Paediatric and Community Dentistry (udělována každoročně 1983–2001)
- 1975 socha Mother and Child (bronz), St. Thomas Public Library.

### Zastoupení ve sbírkách (ČR)
- Národní galerie v Praze
- Západočeská galerie v Plzni
- Krajská galerie výtvarného umění ve Zlíně

### Výstavy
Jiří Hanzálek se zúčastnil několika skupinových výstav mladých výtvarníků v Československu v letech 1949–1965. V Kanadě měl autorské výstavy na University of Windsor, ve veřejných galeriích měst London, Sarnia, Woodstock, Owen Sound, Brantford, a v galerii St. Thomas.